# Десантні кораблі класу «Люблін»
Десантні кораблі класу Люблін або Проєкт 767 — мінно-десантні кораблі, розроблені та побудовані в Польщі для ВМС Польщі. Побудовані на Північній корабельні у Гданську, експлуатуються з 1989 року. Збудовано лише п'ять із дванадцяти запланованих кораблів, решта проєктів скасовано через падіння комунізму. Судна можуть перевозити до 9 танків Т-72 або 17 транспортних засобів, таких як Star 266 і 135 осіб особового складу. Також вони обладнані для перевезення до 134 морських мін. Всі кораблі названі на честь головних міст династії П'ястів.

## Список кораблів
| Номер | Назва       | Дата введення в експлуатацію |
| ----- | ----------- | ---------------------------- |
| 821   | ORP Lublin  | 12 жовтня 1989               |
| 822   | ORP Gniezno | 23 лютого 1990               |
| 823   | ORP Kraków  | 27 червня 1990               |
| 824   | ORP Poznań  | 8 березня 1991               |
| 825   | ORP Toruń   | 24 травня 1991               |

## Галерея

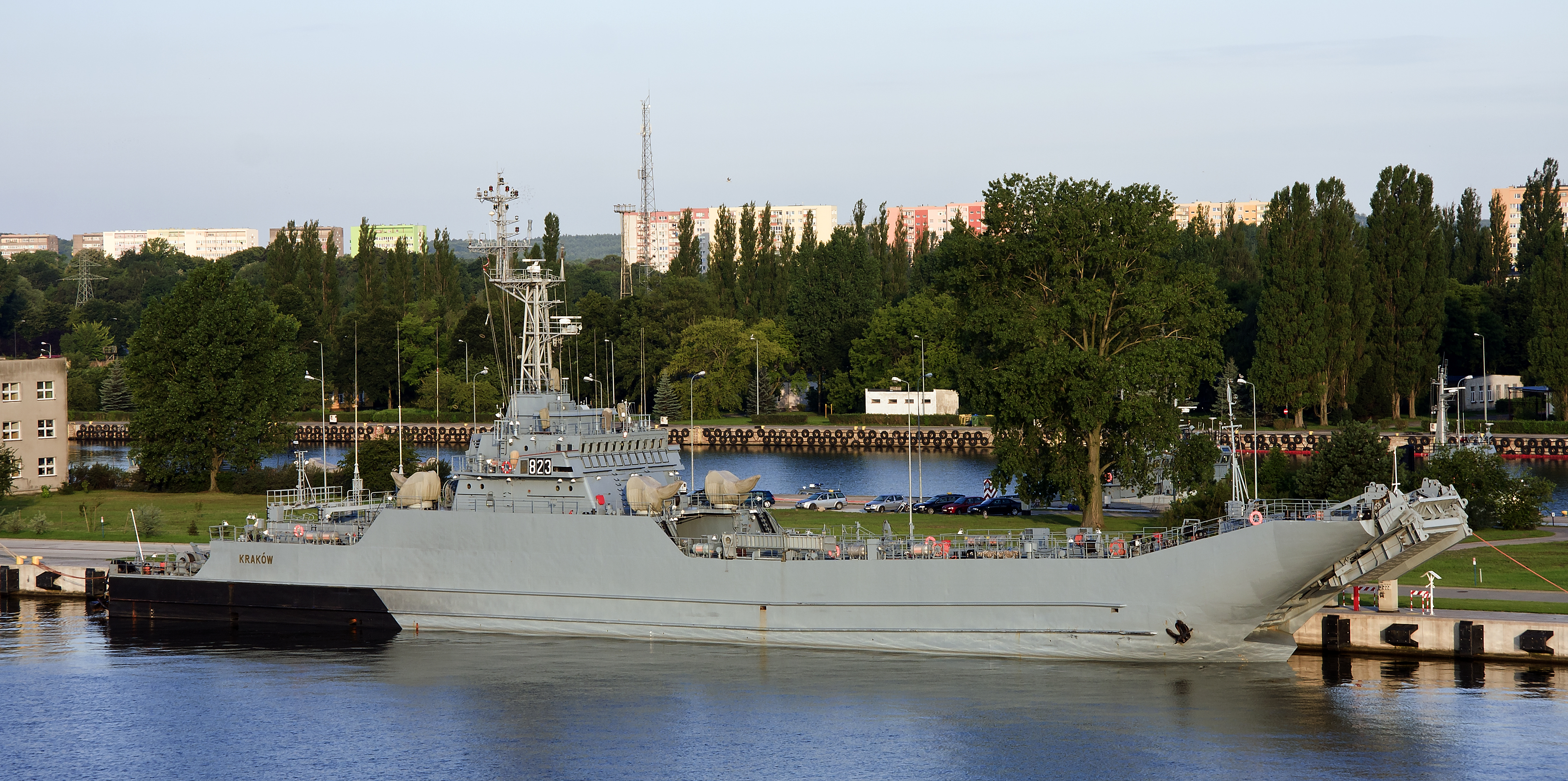
ORP Kraków
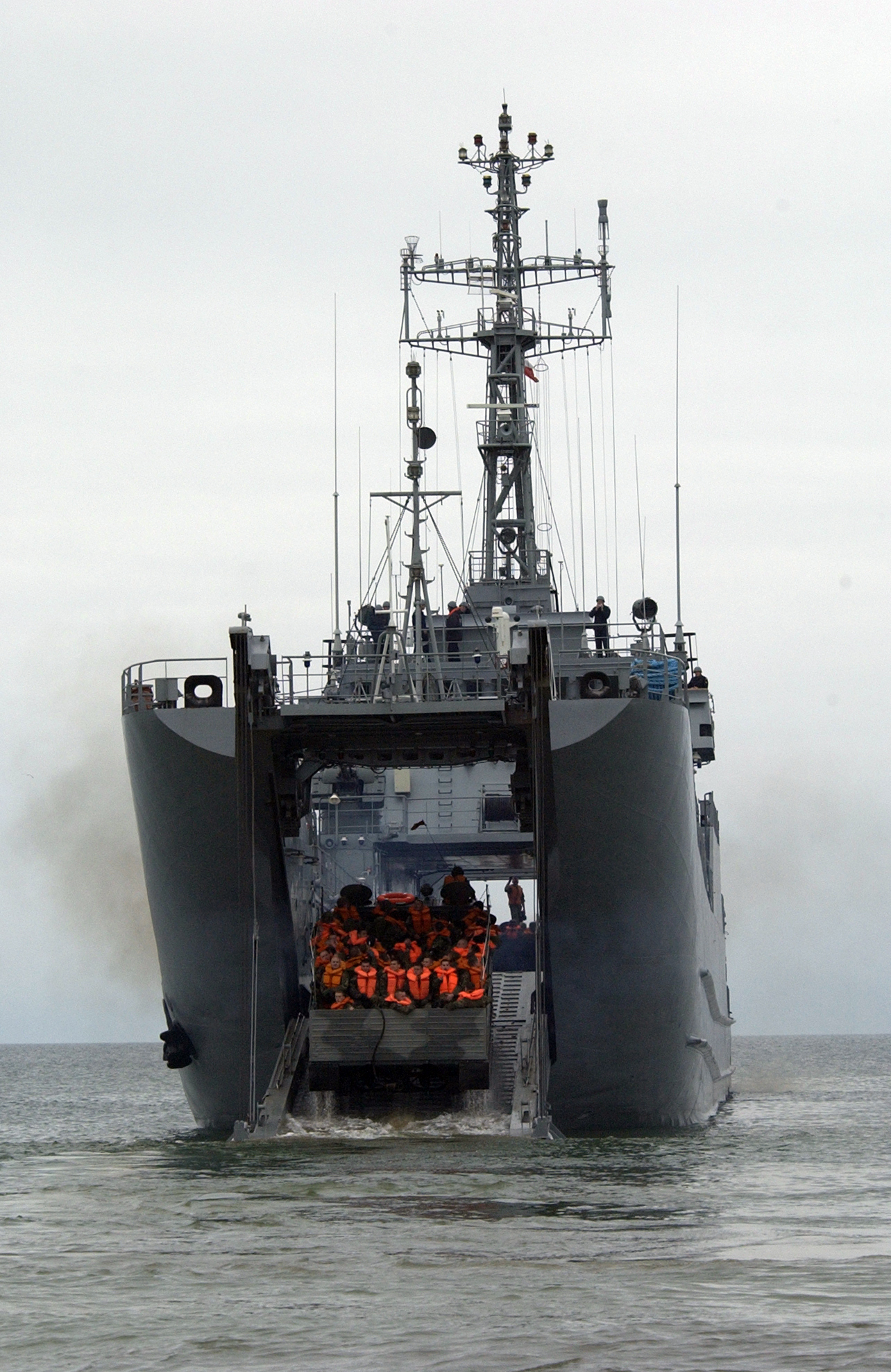
ORP Poznań
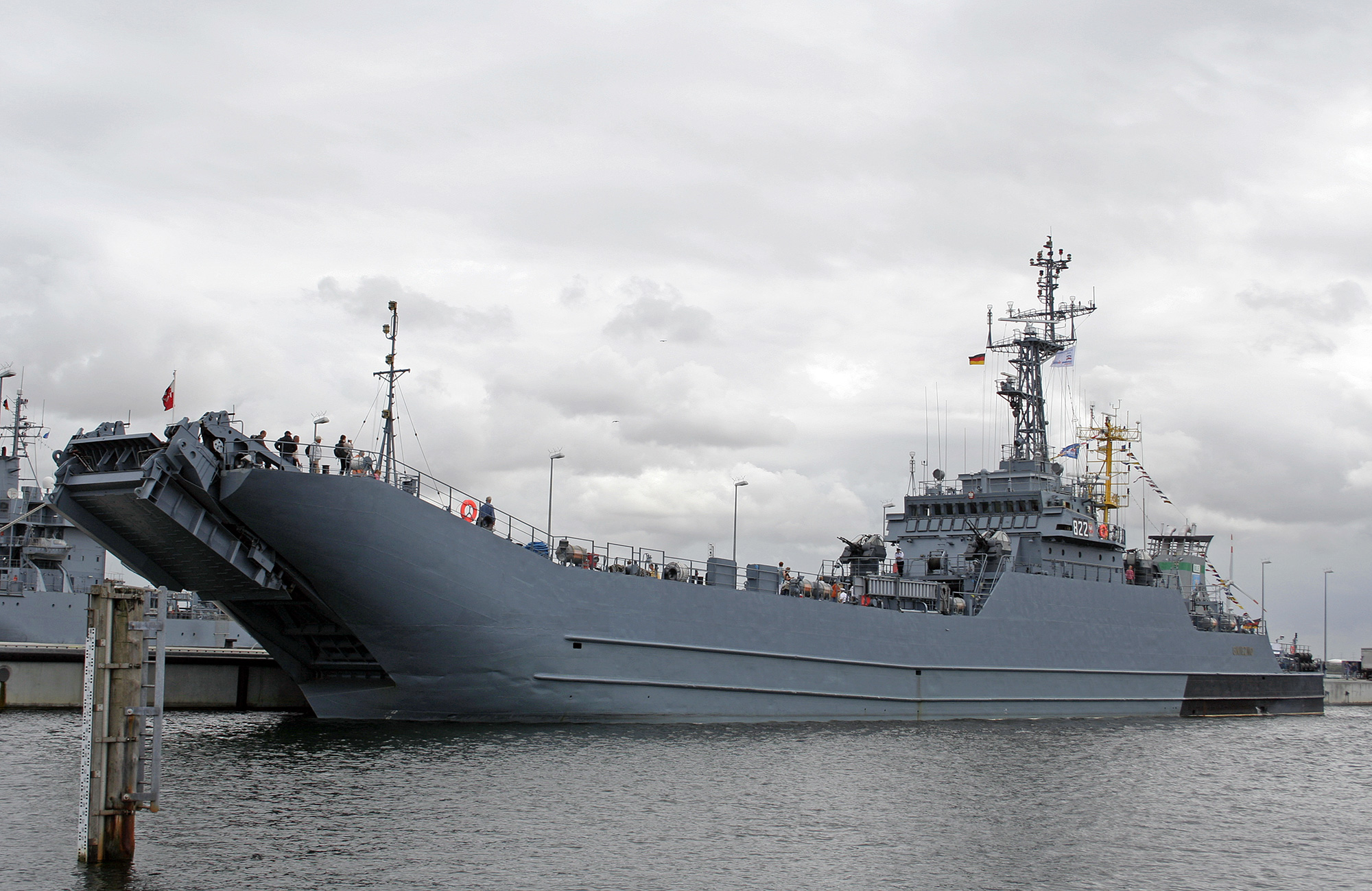
ORP Gniezno
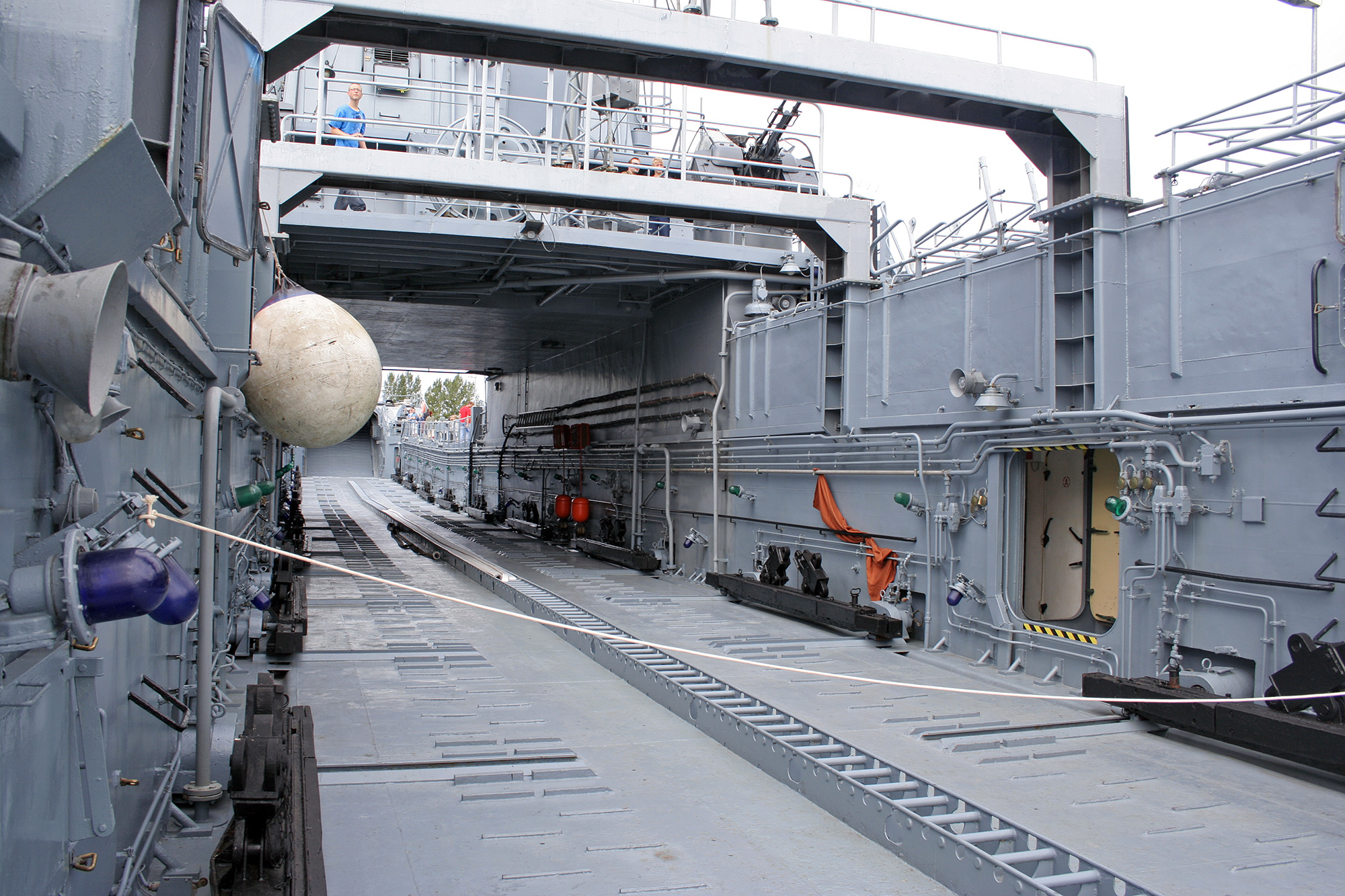
ORP Gniezno